# Serbska Partia Radykalna
Serbska Partia Radykalna (serb. Српска радикална странка / Srpska radikalna stranka – SRS) – nacjonalistyczna, prawicowa partia polityczna w Serbii. Została utworzona w 1991 roku. Jej liderem jest Vojislav Šešelj.
W wyborach parlamentarnych w 2003 zyskała największą liczbę głosów (27,6%), jednak nie zdołała stworzyć gabinetu i musiała przejść do opozycji.
21 stycznia 2007 poparło ją w wyborach 28,59% głosujących. Następna po niej Partia Demokratyczna dostała 22,71% głosów. W 2008 część działaczy skupiona wokół Tomislava Nikolicia odeszła zakładając Serbską Partię Postępową.
W wyniku wyborów z 2016 roku partia uzyskała ponad 8% głosów, co dało jej 22 mandaty w serbskim parlamencie i pozwoliło po 4 latach przerwy ponownie zostać partią parlamentarną.

## Program
Wg opracowania z 2008, deklarowany program partii obejmuje:
- stworzenie Wielkiej Serbii, która, według Šešelja, powinna zjednoczyć terytoria dzisiejszej Serbii (w tym Kosowa), Czarnogóry, serbskich okręgów Bośni, Chorwacji i Macedonii Północnej. Po wyborach parlamentarnych w 2003 r. Przywódca partii Tomislav Nikolić stwierdził, że będzie dążył do utworzenia Wielkiej Serbii tylko poprzez misje dyplomatyczne,
- utworzenie jednoizbowego parlamentu,
- liberalna gospodarka, pełna prywatyzacja własności państwowej (z wyjątkiem telekomunikacji, energii i komunikacji), nienaruszalność własności prywatnej, wolność na rynku i przyciąganie inwestycji zagranicznych,
- w sferze społecznej – zapewnienie świadczeń socjalnych tylko potrzebującym, zastąpienie obowiązkowych ubezpieczeń społecznych dobrowolnymi i prywatnymi,
- w polityce zagranicznej – partia opowiada się przeciwko wstąpieniu Serbii do NATO z powodu ataku Sojuszu na Jugosławię w 1999 r. Według władz partii członkostwo w NATO zwiększy ubóstwo ludności serbskiej. Serbska Partia Radykalna sprzeciwia się także przystąpieniu Serbii do Unii Europejskiej. Według partii Serbia powinna rozwijać współpracę z Rosją, Indiami, Chinami, Japonią, krajami arabskimi i południowoamerykańskimi.
- ideologicznie potępienie Jugoslawizmu, według partii, stworzenie Jugosławii pociągnęło za sobą ludobójstwo Serbów i komunizm. Jednocześnie partia twierdzi, że państwo powinno aktywnie współpracować z Serbskim Kościołem Prawosławnym.

## Poparcie
| Wybory | Poparcie | Zmiana punktów procentowych | Mandaty (Zgromadzenie Narodowe) | Zmiana |
| ------ | -------- | --------------------------- | ------------------------------- | ------ |
| 1992   | 22,60%   | -                           | 73                              | -      |
| 1993   | 13,80%   | 8,8                         | 39                              | 34     |
| 1997   | 28,10%   | 14,30                       | 82                              | 43     |
| 2000   | 8,50%    | 19,60                       | 23                              | 59     |
| 2003   | 27,60%   | 19,10                       | 82                              | 23     |
| 2007   | 28,59%   | 0,99                        | 81                              | 1      |
| 2008   | 30,10%   | 1,51                        | 78                              | 3      |
| 2012   | 4,62%    | 25,48                       | 0                               | 78     |
| 2014   | 2,01%    | 2,61                        | 0                               | bz     |
| 2016   | 8,10%    | 6,09                        | 22                              | 22     |
| 2020   | 2,05%    | 6,05                        | 0                               | 22     |